# Karl Paul Bienzeisler
Karl Paul Bienzeisler (* 14. Dezember 1893 in Strehlen; † 27. September 1958 in Pforzheim) war ein deutscher Landrat.

## Leben
Nach dem Abitur machte Bienzeisler zunächst eine Lehre als Kaufmann und leistete als Einjährig-Freiwilliger von 1913 bis 1914 seinen Militärdienst. Am Ersten Weltkrieg nahm er als Leutnant der Reserve teil, von 1918 bis 1919 war er Kanzleisekretär am Generalkonsulat in Zürich. Anschließend arbeitete er für zwei Jahre im Ministerium des Innern in Stuttgart. 1923 ging Bienzeisler in die freie Wirtschaft und war bis 1935 bei der Firma Henkel in Düsseldorf beschäftigt. Ab 1935 war er Reisender der Firma IG Farben. Nach der Besetzung durch die Franzosen war er ab Ende April 1945 Dolmetscher für Französisch beim Bürgermeisteramt Villingen, bevor er von 1945 bis 1947 Landrat des Landkreises Villingen wurde.